# Governor's Mansion State Historic Park

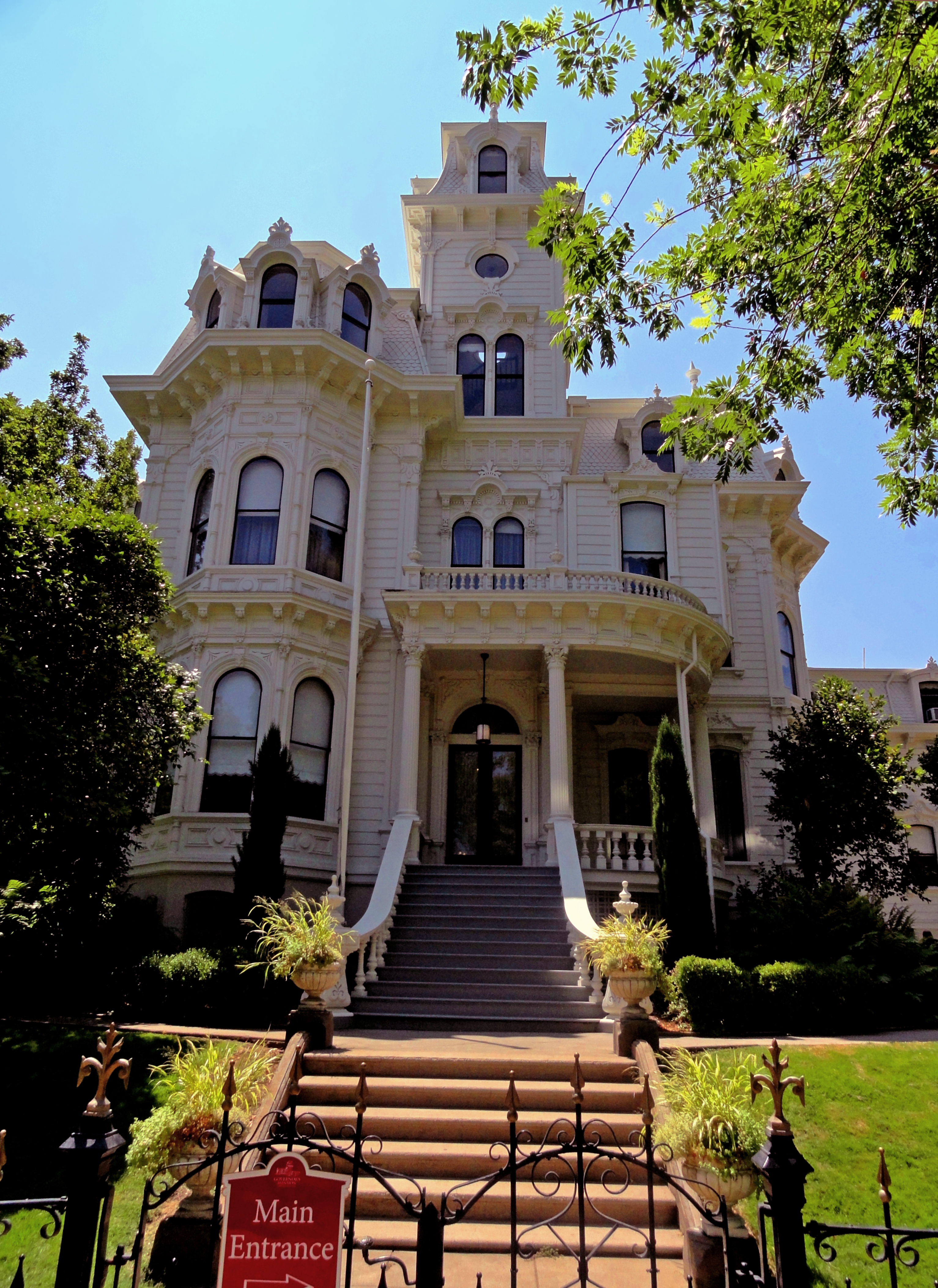
De oude gouverneurswoning

Het Governor's Mansion State Historic Park is de locatie van de Historic Governor's Mansion of California, de voormalige officiële woonplaats van de gouverneur van Californië in de hoofdstad Sacramento.
Het gebouw dateert uit 1877 en werd in opdracht van de lokale handelaar Albert Gallatin gebouwd. De villa telt dertig kamers en is opgetrokken in Italiaans-geïnspireerde Second Empire-victoriaanse architectuur. De staat Californië kocht het in 1903 op om te dienen als de gouverneurswoning. Het gebouw is sindsdien meermaals gerenoveerd. Tussen 1903 en 1967 verbleven er dertien gouverneurs en hun gezinnen. De villa staat sinds 1970 op het National Register of Historic Places. Gouverneur Jerry Brown koos er in 1975 om niet in de ambtswoning te verblijven en zijn opvolgers zijn hem daarin gevolgd. Hoewel Brown daar destijds voor bekritiseerd werd, blijkt dat steeds meer gouverneurs er tegenwoordig voor kiezen om niet in de officiële woning te verblijven. In 1982 werd de gouverneurswoning verkocht. Tegenwoordig is de villa een staatspark van Californië. In 2012 was de gouverneurswoning bij een van de staatsparken waarvan voorgesteld werd ze te sluiten; uiteindelijk kon de sluiting voorkomen worden.